# Conspicuum
Conspicuum ist eine Gattung der Saugwürmer. Sie sind Parasiten der Gallenblase bei Vögeln, selten bei Säugetieren, und kommen in Europa, Afrika, Amerika und Asien vor.

## Merkmale
Der Körper ist pilzförmig und hinter den Hoden am breitesten. Die Körperoberfläche trägt keine Dornen. Der Mundsaugnapf ist kleiner als der Bauchsaugnapf, letzterer liegt etwa in der Körpermitte und entfernt von der Darmgabel. Der Pharynx ist gut entwickelt, die Darmgabel liegt im Vorderkörper und die beiden langen Blinddärme reichen bis fast an das Körperende. Die beiden Hoden liegen hinter dem Bauchsaugnapf und können gelappt sein. Der längliche oder ovale Cirrus-Sack liegt zwischen Pharynx und Darmgabel, die Geschlechtsöffnung vor der Darmgabel. Das Ovar liegt submedian, in der Regel direkt hinter einem Hoden. Die Uterusschlingen schieben sich zwischen die Blinddärme. Der Dotterstock ist bandartig und beginnt hinter den Hoden. Das Exkretionsorgan ist Y-förmig, mit einem langen Stamm und kurzen Armen, wobei der Stamm deutlich vom Ovar entfernt endet.
Unterscheidungsmerkmale zu anderen Gattungen sind die Position des Bauchsaugnapfs in der Körpermitte mit Abstand zur Darmgabel und dass der Dotterstock auf den hinteren Körperbereich beschränkt ist.

## Arten
Zur Gattung gehören folgende Arten:
- Conspicuum acuminatum (Nicoll, 1915) Travassos 1944
- Conspicuum aenigma (Gvozdev, 1956) Fischthal & Kuntz, 1973
- Conspicuum alykhani Das & Ghazi, 2014
- Conspicuum biliosum (Shtrom, 1940) Odening, 1964
- Conspicuum conspicuum (Faria, 1912) Shtrom, 1940, Typspezies
- Conspicuum dureni (Vercammen-Grandjean, 1960) Odening 1964
- Conspicuum fulicatensis Das & Ghazi, 2012
- Conspicuum icteridorum Denton & Byrd, 1951
- Conspicuum kalmikense (Skrjabin & Isaichikov, 1927) Yamaguti, 1971
- Conspicuum lanceatum (Shtrom, 1940) Odening 1964
- Conspicuum latum (Shtrom, 1940) Odening 1964
- Conspicuum macrorchis Denton & Byrd, 1951
- Conspicuum minor Mañé-Garzón & Holchman-Spector, 1975
- Conspicuum morenoi Odening, 1964
- Conspicuum orientale Faust, 1966
- Conspicuum popovi (Kasimov, 1952) Odening 1964
- Conspicuum pulchrum (Travassos, 1920) Travassos, 1944
- Conspicuum rarum (Shtrom, 1940) Odening 1964
- Conspicuum simile (Shtrom, 1940) Odening, 1964
- Conspicuum thatcheri Rivillas, Caro, Carvajal & Velez, 2004